# Önnersta

Önnersta är en by i Björnlunda socken, Gnesta kommun.
Önnersta omtalas i skriftliga handlingar första gången 1358 men av namnet att döma har byn anor sedan järnåldern. Önnersta ligger vid en vägkorsning utefter Eriksgatan genom Södermanland och var centralpunkten i Daga härad. Här hölls torg- och marknadsdagar och under en tid på 1800-talet fanns här även apotek och handelsbod. När järnvägen öppnades 1861 övertog Gnesta rollen som marknads- och handelsplats. Vid Laga skifte som genomfördes 1830 flyttades södra delen av byn ut från sitt läge medan den norra byhalvan fick ligga kvar. Här finns ännu bevarade timmerhus från 1700- och 1800-talen.